# Fanny Van de Grift
Frances Fanny Matilda Van de Grift Osbourne Stevenson (Indianápolis, 10 de marzo de 1840- Santa Bárbara, 18 de febrero de 1914) fue la esposa de Robert Louis Stevenson, quien falleció el 3 de diciembre de 1894 en Upolu, Samoa. Fanny estaba separada y se encontraba viviendo en Francia con su hija Belle.

## Infancia y juventud
Fanny Van de Grift nació en Indianápolis, hija del obrero Jacob Van de Grift y su mujer Esther Thomas Keen. Tenía el pelo oscuro y rizado. Con diecisiete años, se casó con Samuel Osbourne, teniente del gobernador del estado. Su hija Isobel (o Belle) nació un año después.
Samuel tomó parte en la Guerra de Secesión, fue con un amigo enfermo de tuberculosis, y a través de San Francisco, llegó a las minas plateadas de Nevada. Una vez acomodado allí, envió a su familia. Fanny e Isobel, que para esa fecha tenía cinco años de edad, hicieron el largo viaje pasando por Nueva York, el istmo de Panamá, San Francisco y finalmente, por medio de carros y diligencias, atravesaron el río Reese y el pueblo de Austin, en el condado de Lander. La vida era difícil en el pueblo minero, y además había pocas mujeres. Fanny aprendió a disparar una pistola y a liar sus propios cigarrillos. 
La familia se mudó a Virginia City, Nevada. Samuel empezó a salir con chicas que conocía en bares, y en 1866 se dirigió a las Montañas Coeur d'Alene. Fanny y su hija pusieron rumbo a San Francisco. Existió el rumor de que Samuel había sido matado por un oso pardo, pero éste regresó de nuevo con la familia, naciendo en 1868 su segundo hijo, Samuel Lloyd. Sin embargo, Samuel continuó flirteando con otras mujeres y Fanny se volvió a Indianápolis.
La pareja se reconcilió en 1869 y vivió en Oakland, donde nació el tercer hijo, Hervey. Fanny se emprendió en la pintura y en la jardinería. No obstante, la actitud de Sam no mejoró, y la relación se rompió definitivamente en 1875, cuando Fanny se mudó a Europa con sus tres hijos. Vivieron en Amberes durante tres meses y después, para permitir que Fanny estudiara arte, se trasladaron a París donde Fanny e Isobel se inscribieron en la Académie Julian. Hervey, enfermo de tuberculosis, falleció el 5 de abril de 1876 y fue enterrado en el cementerio del Père-Lachaise.

## Con Stevenson

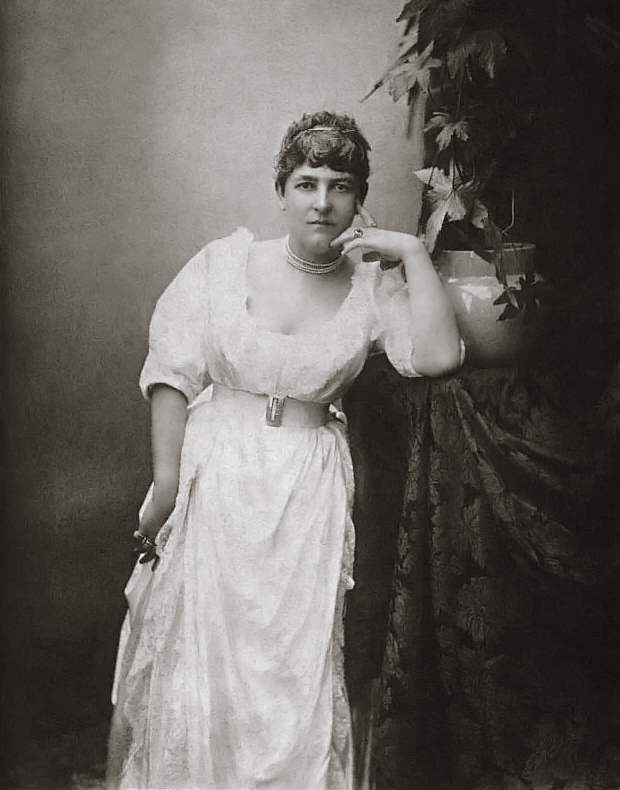
Fanny Van de Grift.

Mientras residía en París, conoció a Robert Louis Stevenson, de quien se hizo amiga. Convencida de su talento, le alentó e inspiró. Él se sintió muy unido a Fanny, pero esta tuvo que volver a California.
Stevenson declaró su intención de seguirla, pero sus padres se negaron a pagar el viaje, por lo que ahorró durante tres años con el fin de pagarse él mismo el viaje. En 1879, a pesar de que sus amigos y familia no estaban de acuerdo, viajó a Monterrey, donde Fanny está recuperándose de la crisis emocional que le había causado la indecisión de dejar a su marido. Allí, mientras esperaba a una decisión de Fanny, escribió muchos de sus relatos más importantes como "La isla del tesoro" y "El extraño caso del doctor Jekyll y el señor Hyde".
Finalmente, Frances eligió a Stevenson, con quien se casó en 1880 en San Francisco. Unos días después de la boda, la pareja se fue de luna de miel al Valle de Napa, donde Robert escribió The Silverado Squatters. Más tarde escribió The Amateur Emigrant en dos partes, que trataban sobre su viaje a América. 
En agosto de 1880, la familia se mudó a Gran Bretaña, donde Fanny intentó que su marido y su suegro resolvieran sus disputas. Siempre en busca de un clima favorable para la enferma salud de Robert, viajaron al Adirondack, un macizo montañoso situado en el estado de Nueva York. En 1888, se trasladaron a San Francisco y de allí navegaron hasta el oeste de Samoa. A este siguieron otros viajes en las goletas Equator y Janet Nicoll. Finalmente, se asentaron en Vailima, Upolu, donde Stevenson falleció el 3 de diciembre de 1894.

## Muerte
Cuando Fanny falleció en Santa Bárbara, California el 8 de febrero de 1914, Field la describió como «la única mujer en el mundo por la que vale la pena morir». En 1915, fue incinerada y sus cenizas fueron llevadas por su hija a Samoa, donde fueron enterradas al lado de los restos de Stevenson, en la cima del monte Vaea. La placa de bronce para Fanny porta su nombre en samoano, "Aelele" (Nube Voladora en dicho idioma).

## Lectura adicional
- Dead Man's Chest: Travels after Robert Louis Stevenson, Nicholas Rankin, ISBN 0-571-13808-X
- Tales of Love and Hate in Old San Francisco, Mille Robbins. Chronicle Books, San Francisco 1971. ISBN 1-125-48981-2
- Robert Louis Stevensoon's Ethics for Rascals, Elayne Wareing Fitzpatrick, Xlibris Books, Philadelphia, 2000. ISBN 0-7388-3548-X